# マラウイアン航空
マラウイエアラインズ(Malawian Airlines)(2016年9月にマラウイアンエアラインから名称変更)は、マラウイで2013年に発足した航空会社。マラウイ政府が51% エチオピア航空が49%の株式を取得して運営されている。オフィスはリロングウェ市内のゴールデンピーコックコンプレックスにある

## 路線
- マラウイ国内
  - リロングウェ(リロングウェ国際空港)、ブランタイヤ(チレカ国際空港)
- アフリカ大陸
  - ヨハネスブルグ、ハラレ、ルサカ、ダルエスサラーム、ナイロビ